# Далеківська сільська рада (Чорноморський район)
Дале́ківська сільська́ ра́да — адміністративно-територіальна одиниця та орган місцевого самоврядування в Чорноморському районі Автономної Республіки Крим. Адміністративний центр — село Далеке.

## Загальні відомості
- Населення ради: 2 451 особа (станом на 2001 рік)

## Населені пункти
Сільській раді були підпорядковані населені пункти:
- с. Далеке
- с. Володимирівка
- с. Журавлівка
- с. Зоряне
- с. Сєверне

## Склад ради
Рада складалася з 16 депутатів та голови.
- Голова ради: Невельська Світлана Василівна

### Керівний склад попередніх скликань
| Прізвище, ім'я, по батькові   | Основні відомості                                                         | Дата обрання | Дата звільнення |
| ----------------------------- | ------------------------------------------------------------------------- | ------------ | --------------- |
| Токарев Ігор Миколайович      | Сільський голова, 1938 року народження, член Комуністичної партії України | 26.03.2006   | 31.10.2010      |
| Невельська Світлана Василівна | Сільський голова, 1955 року народження, освіта вища, член Партії регіонів | 31.10.2010   |                 |

Примітка: таблиця складена за даними сайту Верховної Ради України

### Депутати
За результатами місцевих виборів 2010 року депутатами ради стали:

#### За суб'єктами висування
| Суб'єкт висування         | Кількість обраних депутатів | %    |
| ------------------------- | --------------------------- | ---- |
| Партія регіонів           | 6                           | 37,5 |
| Самовисування             | 5                           | 31,3 |
| Українська морська партія | 5                           | 31,3 |

#### За округами
| № округу                  | Прізвище, ім'я, по батькові    | Дата визнання обраним | Освіта  | Партійна приналежність | Відомості про обраного депутата                         |
| ------------------------- | ------------------------------ | --------------------- | ------- | ---------------------- | ------------------------------------------------------- |
| Партія регіонів           |                                |                       |         |                        |                                                         |
| 1                         | Ярошенко Світлана Вікторівна   | 04.11.2010            | середня | член Партії регіонів   | дошкільний навчальний заклад «Парус», прачка            |
| 3                         | Пижевська Віта Олександрівна   | 04.11.2010            | вища    | член Партії регіонів   | Далеківська сільська амбулаторія, фельдшер              |
| 5                         | Ліпська Ольга Анатоліївна      | 04.11.2010            | середня | член Партії регіонів   | тимчасово не працює                                     |
| 6                         | Мінаков Віктор Іванович        | 04.11.2010            | середня | позапартійний          | ТОВ «Вінал Люкс», завідувачці гаража                    |
| 10                        | Апанасюк Ірина Василівна       | 04.11.2010            | вища    | член Партії регіонів   | Далеківська сільська рада, завідувачка будинку культури |
| 16                        | Лисенко Галина Опанасівна      | 04.11.2010            | вища    | член Партії регіонів   | ДП «Чорноморнафтогаз», кухар                            |
| Українська морська партія |                                |                       |         |                        |                                                         |
| 2                         | Шпак Марина Олександрівна      | 04.11.2010            | вища    | позапартійна           | дошкільний навчальний заклад «Парус», завідувачка       |
| 9                         | Сейтяг'яєва Галина Віталіївна  | 04.11.2010            | вища    | позапартійна           | приватний підприємець                                   |
| 11                        | Паршенкова Катерина Миколаївна | 04.11.2010            | вища    | позапартійна           | пенсіонер                                               |
| 12                        | Гнитько Любов Іванівна         | 04.11.2010            | вища    | позапартійна           | дошкільний навчальний заклад «Парус», медична сестра    |
| 13                        | Стволова Кристина Валентинівна | 04.11.2010            | вища    | позапартійна           | дошкільний навчальний заклад «Парус», музичний керівник |
| Самовисування             |                                |                       |         |                        |                                                         |
| 4                         | Джеппарова Аліє Сабріївна      | 04.11.2010            | вища    | позапартійна           | приватний підприємець                                   |
| 7                         | Веліляєв Азіз Феттаєвич        | 04.11.2010            | середня | позапартійний          | тимчасово не працює                                     |
| 8                         | Новохацький Петро Якович       | 04.11.2010            | вища    | позапартійний          | Далеківська загальноосвітня школа, водій                |
| 14                        | Романенко Дмитро Анатолійович  | 04.11.2010            | вища    | позапартійний          | приватний підприємець                                   |
| 15                        | Алієв Енвер                    | 04.11.2010            | вища    | позапартійний          | тимчасово не працює                                     |